# Raamplein 1
Raamplein 1 is een gebouw in de Amsterdamse Jordaan.

## Ligging
Het gebouw is gelegen aan een gedempt stuk Lijnbaansgracht, dat enige tijd Malagaplein heette, maar later werd omgedoopt tot Raamplein. Het terrein was al herkenbaar op de kaart van stadsarchitect Daniël Stalpaert uit 1662. Hij tekende hier een open veld van het Leydsche  Kerkhof. Hij kon het weten, want hij woonde hier later om de hoek aan de Leidsegracht 108. Ook de kaart van Gerrit de Broen uit circa 1782 laat hier dat kerkhof zien.

## Geschiedenis
In 1869 was in Amsterdam een Openbare Handelsschool opgericht, die gevestigd werd in het Huis met de Hoofden aan de Keizergracht 123. in hetzelfde gebouw kwam een Hogere Burger School en tezamen werden ze te groot voor dat gebouw. Men voorzag verdere groei (in 1882 78 leerlingen in 1998 288) en vond het gebouw te klein en ondoelmatig. Voor nieuwbouw koos de gemeente dit terrein, mede doordat op het nabij gelegen Leidseplein trams uit allerlei richtingen kwamen, die voor vervoer naar de school konden zorgen.
In 1899 verscheen de bouwtekening van wat later de Openbare Handelsschool (OHS) zou worden in het Bouwkundig Weekblad. Architecten Hendrik Leguyt, dan assistent van de stadsarchitect, en Bernard Springer, stadsarchitect, bij de Dienst der Publieke Werken maakten het ontwerp. Leguyt gaf het Algemeen Handelsblad de volgende omschrijving, dat op 7 augustus 1899 werd gepubliceerd. Het ontwerp kwam tot stand in overleg met Henri François Rudolf Hubrecht, dan directeur van de handelsschool, maar tijdens de oplevering lid van de Tweede Kamer. Het wordt een gebouw met een oppervlakte van 950 m² en een inhoud van 19100 m³. De voorgevel komt te staan aan de (dan nog) Marnixstraat en de zijgevel aan de Passeerdersgracht. De begane grond krijgt Escauzijns hardsteen, de bovenliggende verdiepingen bruinrode en bruingele metselstenen, afgewisseld door plasters van Obernkirchner zandsteen. Het schoolgebouw telt verspreid over drie verdiepingen zeventien klaslokalen van 7 meter lang en breed voor elk 24 tot 30 leerlingen. In het gebouw komen voorts een werkkamer en auditorium voor warenkennis, twee lokalen voor een warenmuseum, vier lokalen voor schei- en natuurkunde, twee tekenlokalen, een bibliotheek, een docentenzaal, een archief en een directiekamer. Dat werd aangevuld met vestibules, corridors, trapportalen, toiletten etc. van steen en met tegels belegd. In het souterrain bevonden zich bergplaatsen voor brandstoffen etc. en de verwarmingsinrichting. Een aannemer zag de mogelijkheid het gebouw voor 153.290 gulden neer te zetten inclusief het gymnastieklokaal en de directiewoning. In de prijs was meegenomen het ophogen van het terrein en de aanleg van bestrating en plantsoen. In de voorgevel zijn een koggeschip te zien (handel) en uil (wijsheid), beide gemaakt door beeldhouwer Wilhelm Rädecker. In 1901 was het gebouw grotendeels klaar, terwijl men toen ook den omliggende bouwvallige gebouwen ging slopen. De officiële opening vond plaats op 4 september 1901 met feestelijkheden voor reünisten (Hou en trouw) vanuit het Hotel Americain en nieuwe leerlingen vanuit Feestzaal Bellevue. Op 30 mei 1905 brachten koningin Wilhelmina der Nederlanden en prins Hendrik van Mecklenburg-Schwerin een bezoek aan het gebouw. In 1913 kreeg het plein haar nieuwe naam Raamplein. De school kreeg later in Hogeschool voor Economische Studies een nieuwe naam en zou tot ongeveer 2004 gebruik maken van het gebouw. Toen vond er een herhaling van zetten plaats; het gebouw werd te klein en de school verhuisde naar Fraijlemaborg in Amsterdam-Zuidoost. Daarna probeerde de rijksgebouwendienst een nieuwe bestemming te vinden. In 2012 trok Eyeworks in het inmiddels door hun aangekochte gebouw. Ze lieten het eerste grondig  verbouwen, want het had in de tussentijd krakers en antikraker gehuisvest. Eyeworks ging op in Warner Bros. International Television Production Netherlands, in 2017 gebruiker van het gebouw.

## Monumentenregister
In 2001 is het benoemd tot rijksmonument. Het monumentenregister gaf in 2017 een volgende omschrijving:
- rechthoekige gebouw, opgetrokken in natuursteen, rode en gele baksteen, van drie verdiepingen onder een mansardedak met leien en kroonlijst
- een brede voorgevel aan het Raamplein met twee hoekrisalieten en een middenrisaliet, in geel metselwerk; in de middenrisaliet een rondboogvormige ingang met twee halfzuilen; boven die ingang geschilderd Hogeschool voor economische studies[5]
- een aedicula met twee rondboogvormige, door roeden onderverdeelde zesruitsvensters
- het middenrisaliet is ter hoogte van de tweede en derde etage bovendien begrensd door halfpilasters van de Colossale orde; aan de eerste verdieping is een klein natuurstenen balkon met opengewerkte balustrade geplaatst met twee balkondeuren met aan weerszijden daarvan vensters; een fronton bekoord met een goudkleurig geschilderde adelaar
- de hoekrisalieten kennen wat soberder uitvoering (geen adelaar, balkon)
- de gevel aan de Passeerdersgracht deelt de linker hoekrisaliet met de voorgevel en heeft nog een middelrisaliet en een ander hoekrisaliet.
- de gevel aan de Raamsteeg is nauwelijks versierd